# Rohru
Rohru es una ciudad y concejo municipal situada en el distrito de Shimla,  en el estado de Himachal Pradesh (India). Su población es de 6875 habitantes (2011). Se encuentra a 115 km de Shimla, a orillas del río Pabbar.

## Demografía
Según el censo de 2011 la población de Rohru era de 6875 habitantes, de los cuales 3759 eran hombres y 3116 eran mujeres. Rohru tiene una tasa media de alfabetización del 88,27%, superior a la media estatal del 82,80%: la alfabetización masculina es del 92,22%, y la alfabetización femenina del 83,44%.